# السيمونية (سان سيمونية)

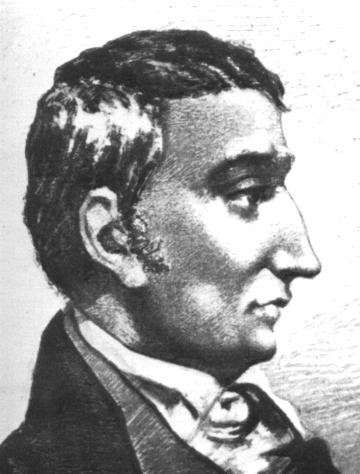
كلود إينغي دو غوفغوي، كونت دو سان سيمون

السيمونية  كانت حركة سياسية اجتماعية فرنسية بدأت مع بداية النصف الأول من القرن التاسع عشر، ألهمت بأفكار الفيلسوف السياسي الفرنسي هينري سان سيمون (1760 - 1825).